# L'Albatros fou
Albums de Gilles Servat
Mad in Sérénité
(1988) Le Fleuve
(1992)
 L'Albatros fou  est le douzième album studio de Gilles Servat, paru en 1991 chez Keltia Musique. Cet album a été composé et interprété en collaboration avec Triskell, groupe de musique celtique.

## Description des chansons
Le moulin de Guérande qui fait partie des succès du chanteur, évoque les souvenirs d'enfance du chanteur. Ses grands-parents, sa tante et son mari habitaient Le Croisic, où il passait toutes ses vacances avec ses parents jusqu'en 1958. Il se rendait au bourg de Batz-sur-Mer, sur la plage de Port Lin ou sur les traicts du Croisic. Quand il était à Saint-Goustan au Croisic, il voyait les ailes d'un moulin qui tournaient. Plusieurs moulins tournent encore : le moulin de la Falaise à Batz-sur-Mer, le moulin de la Providence au parc de Penn-Avel au Croisic ou encore le moulin du diable à Guérande.
Eleanor reprend l'air de Eleanor Plunkett, morceau de harpe celtique composée par le harpiste irlandais Turlough O'Carolan (1670-1738).
La route de Kemper fait suite à la tempête de 1987 ; les arbres du Mont Frugy couchés par terre avaient les feuilles qui revenaient et donnaient encore des fruits. Ce constat lui a inspiré une comparaison avec la culture bretonne, « qui a subi beaucoup de dégâts mais qui a gardé des racines et qui repart ». Dans le refrain, « où le monde est celtique, où les canards sont bleus » est un clin d’œil à ses amis (la librairie Ar Bed Keltiek de Gweltaz Ar Fur et le café-restaurant Canard bleu dans lequel il chantait).
For Jim McGloughlin (The Foggy Dew) est dédiée à Jim McGloughlin un prisonnier politique, membre de l’Armée républicaine irlandaise (IRA). Foggy Dew est le nom de plusieurs ballades qui font partie des grands standards de la chanson et de la culture irlandaises.

## Titres de l'album
1. Kemper (Gilles  Servat / Hervé Quefféléant) - 3:46
2. Enfants Noirs (Alain Kerven / Pol Quefféléant)  - 4:09
3. Le Moulin de Guérande (Gilles  Servat) - 5 :08
4. An Deiziou Hapdout (Gilles  Servat / Pol Quefféléant)  - 3:17
5. Yawankiz ma bro (Gilles  Servat / Hervé Quefféléant / Pol Quefféléant)  - 3:46
6. L'Albatros fou (Hervé Quefféléant)  - 2:38
7. Eleanor (Gilles  Servat / Carolan)  - 4:21
8. Où vont les baisers... ? (Gilles  Servat / Hervé Quefféléant) - 5:38
9. Such a parcel of rogues (Robert Burns / Traditionnel écossais)  - 3:53
10. Les Joues de Lorient (Gilles  Servat]/ Pol Quefféléant) - 4:31
11. La Route de Kemper (Gilles  Servat / Hervé Quefféléant)  - 5:14
12. For Jim McGloughlin (The Foggy Dew) (Gilles  Servat / Traditionnel irlandais)  - 4:24

## Crédits

### Musiciens
- Hervé Quefféléant, harpe celtique
- Pol Quefféléant, harpe celtique
- Jean Chevalier, batterie
- Jacky Thomas, basse
- Bernard Quillien, flûtes, bombardes
- Patrick Molard, uilleann pipes
- Thierry Runarvot, contrebasse
- Jean-Christophe Spinosi, violon
- Dan Ar Braz, guitares
- Philippe Bizais, claviers
- Didier Dayot, guitare

### Production et enregistrement
- Production : Gilles Servat, Hervé Quefféléant, Pol Quefféléant, Studio Amadeus et Gweltaz Ar Fur
- Enregistré au studio Armadeus – Brest
- Prise de son, arrangements et image : Patrick Audoin
- Arrangement Le Moulin de Guerande : Philippe Bizais